# Feldschlösschen
Feldschlösschen Boissons SA (FBSA) è un'azienda che produce birra, ed è la prima impresa di bevande della Svizzera. È stata acquisita da Carlsberg nel 2000.

## L'impresa
Feldschlösschen Boissons SA (FBSA) ha la sua sede a Rheinfelden, nel Canton Argovia. Possiede 5 impianti di produzione distribuiti in tutta la Svizzera e 17 centri che si occupano della distribuzione di bevande. FBSA è una filiale del gruppo Carlsberg Breweries.

## I prodotti

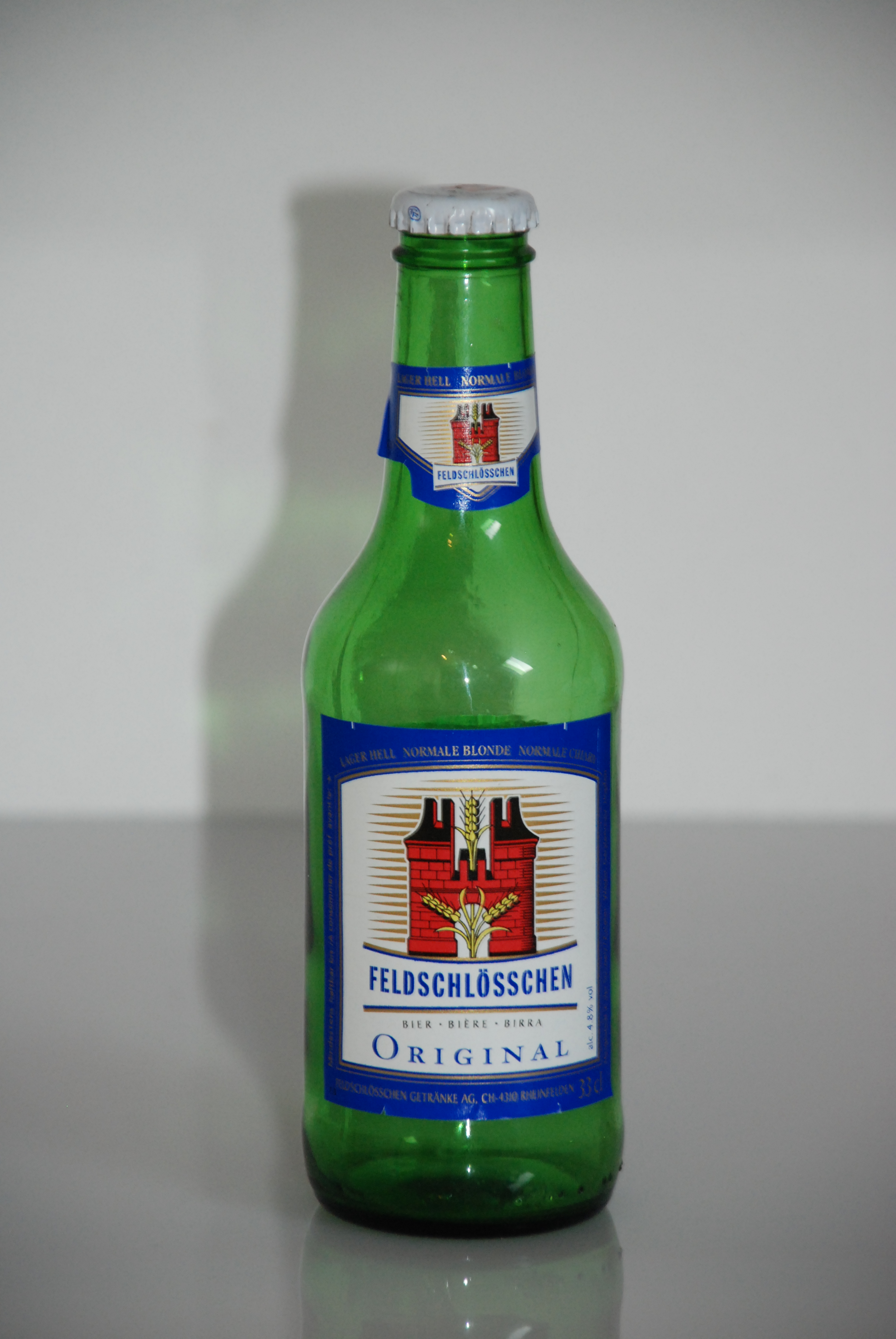
Una bottiglia di Feldschlösschen Original

FBSA possiede 13 marchi e produce globalmente 50 tipi delle bevande nelle tre industrie della birra e le due nell'imbottigliamento delle acque minerali. Una parte importante della produzione di birra è destinata all'esportazione.
Le marche di birra e prodotte bibita (bevanda) sono:
- Feldschlösschen Original (4,8% vol)
- Feldschlösschen 2,4 (2,4% vol)
- Feldschlösschen Alkoholfrei (<0,5% vol)
- Feldschlösschen Gold (5,2% vol)
- Feldschlösschen Hopfenperle (5,2% vol)
- Feldschlösschen Dunkle Perle (5,5% vol)
- Feldschlösschen Ice Beer (5,0% vol)
- Feldschlösschen Urtrüb (5,0% vol)
- Feldschlösschen-Frühlingsbier (5,5% vol)
- Feldschlösschen-Weihnachtsbier (5,5% vol)
- Feldschlösschen Panaché (2,4% vol)
- Feldschlösschen Premium (5,0% vol)
- Hürlimann Hammer (5,0% vol)
- Hürlimann Lager (4,8% vol)
- Hürlimann Sternbräu (5,2% vol)
- Cardinal Lager Classique (4,8% vol)
- Cardinal 2.4 (2,4% vol)
- Cardinal Sans alcool (<0,5% vol)
- Cardinal Spéciale (5,2% vol)
- Cardinal Eve (3,1% vol)
- Cardinal Original Draft (4,9% vol)
- Cardinal-Weihnachtsbier (5,5% vol)
- Cardinal Lemon (5,0% vol)
- Panaché Bilz (0,0% vol)
- Carlsberg (5,0% vol)
- Carlsberg Non-Alcoholic (<0,5% vol)
- Tuborg Gold Label (5,0% vol)
- Gurten Lager (4,8% vol)
- Gurten Bäre Gold (5,2% vol)
- Valaisanne Lager (5,0% vol)
- Valaisanne Blonde 25 (4,8% vol)
- Valaisanne Spéciale (5,2% vol)
- Walliser Bier Zwickel (5,2% vol)
- Valaisanne Hopfengold (5,9% vol)
- Warteck Lager (4,8% vol)
- Warteck Pic (5,2% vol)
- Pepsi
- Schweppes
- Lipton Ice Tea
- 7 Up

## La produzione
FBSA è in grado di produrre annualmente 340 000 000 litri di birra e d'acqua minerale tramite i suoi 5 centri di produzione; questa cifra corrisponde a più di 1 miliardo di bottiglie di 3,3 dl o anche 2000 bottiglie al minuto (24h/24).